# Ruch hippisowski

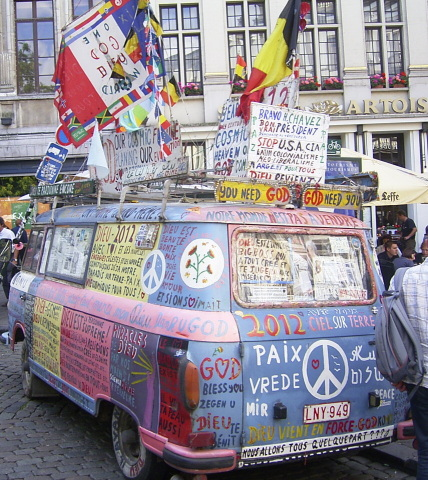
Bus Flower-power, widoczna pacyfa – symbol pacyfizmu

Ruch hippisowski, którego członkowie byli nazywani hippisami, hipisami, hippiesami, dziećmi kwiatami albo dziećmi LSD (ang. hippie,-s; to be hip – żyć na bieżąco, dniem dzisiejszym) – kontrkultura kontestacyjna drugiej połowy lat 60. i początku lat 70. XX wieku.
Była to rewolucja proklamująca bunt młodych przeciwko światu dorosłych (nie wierzcie nikomu po trzydziestce) i jego instytucjom: rodzinie, kościołowi, szkole, zakładowi pracy, szefom, rywalizacji, pieniądzowi, wojsku, wojnie, normom, przymusom, zakazom (zakazuje się zakazywać), hipokryzji, konwencji ubioru, własności prywatnej (życie w komunach). Przejaw kontrkultury odrzucającej normy społeczne oparte na konsumpcji, rywalizacji i materializmie. Instytucje i struktury, którym się sprzeciwiali, hippisi określali jako establishment. Mimo akcentu tego ruchu na zwalczanie obowiązujących konwencji ubioru, sam także wykreował specyficzny gatunek mody.
Dzięki rozpowszechnieniu przez nowo powstałe w tym okresie programy telewizyjne poświęcone wyłącznie specyficznej muzyce młodzieżowej, zjawisko to ogarnęło niemal cały świat zachodni. Oprócz grupy zdeklarowanych wyznawców ideologii hippisowskiej, ruch ten stał się swojego rodzaju modą wśród młodzieży, która przejmowała od hippisów tylko muzykę i atrybuty zewnętrzne.
Konsekwencjami istnienia tego ruchu stało się rozszerzenie zasięgu ruchów pacyfistycznych i ideologii ekologicznych, zainteresowanie duchowością Wschodu, krytyka tzw. wyścigu szczurów, konformizmu i wszelkiego konsumpcjonizmu. Ruch ten przyczynił się do rozpowszechnienia substancji psychoaktywnych, w szczególności marihuany. Był jednym z ogniw przyczyniających się do tzw. rewolucji seksualnej. Stanowił też jedno z pośrednich źródeł ruchu New Age.

## Historia
Hippisi przełożyli idee pokolenia beatników, a zwłaszcza prac Allena Ginsberga i Michaela McClure’a, na ruch społeczny, skonsolidowany występowaniem przeciw wspólnemu wrogowi, jakim była wojna wietnamska.
Za początek ruchu hippisów przyjmuje się dzień 14 stycznia 1967, podczas The World’s First Human Be-in (Pierwsze Światowe Połączenie Człowieka) w San Francisco, na którym wyrzucony z Harvardu wykładowca psychologii i piewca LSD Timothy Leary, przemawiając do młodzieży, ogłosił koniec amerykańskich bożków: pieniądza i pracy, a początek ery miłości i nowej religii, będącej zmodyfikowanym buddyzmem zen. Do tego dodał nowy sakrament, jak nazywano LSD; dopiero połączenie tych dwóch elementów pozwalało według niego osiągnąć pełne oświecenie umysłu.
Ogłoszono hasła, które stały się symbolem ruchu: Make love not war, All people are one i Drop out. Oprócz Timothy’ego Leary’ego przemawiali między innymi Richard Alpert, Alan Watts – badacz religii wschodu, zwłaszcza zen, Allen Ginsberg – wszyscy oni wystąpili w białych hinduskich szatach oraz mieli wymalowane oko Opatrzności na czole. Pośród tłumu słuchających ich krążył „święty Mikołaj”, rozdający LSD i marihuanę.
W dzielnicy Haight-Ashbury zaczął się nieustający karnawał hippisów. Lato 1967 nazwano latem miłości, pojawiły się wówczas dziesiątki nowych zespołów muzycznych, grających w duchu psychodelii. Szczególnie ważnym wydarzeniem był festiwal muzyczny Monterey Pop z tego roku.
Niektórzy uważają, że koniec ruchu hippisowskiego zwiastował The Altamont Speedway Free Festival, który miał miejsce 6 grudnia 1969 roku. Festiwal organizowali muzycy grupy Jefferson Airplane. Jako ochroniarzy wynajęto członków gangu motocyklowego Hells Angels. Podczas koncertu The Rolling Stones 18-latek Meredith Hunter zaczął atakować „Aniołów” (tak nazywano członków gangu Hells Angels), którzy śmiertelnie pobili nastolatka. Tragedia ta była totalnym zaprzeczeniem pokojowej ideologii hipisów, stąd też zdanie, że symbolizowało to śmierć ruchu hippisowskiego.
Z ruchem hipisów związani byli między innymi aktywista społeczny Abbie Hoffman, występujący przeciwko wojnie w Wietnamie, oraz pisarz Timothy Leary.

## Ideologia
Nadbudową ideologiczną ruchu hippisowskiego był skrajny pacyfizm, co wyrażają hasła Make love, not war (czyń miłość, nie wojnę), Non violence (bez przemocy) i Peace and love (pokój i miłość). Wszyscy ludzie są braćmi, a świat jest na tyle duży, że starczy na nim miejsca dla każdego (co wiązało się z odrzuceniem wartości własności prywatnej). Mężczyźni nosili długie włosy, co było wyrazem wolności oraz sprzeciwu wobec konieczności odbywania służby wojskowej. Hippis żyje dniem dzisiejszym, żyje każdą chwilą, nie martwi się o to, co będzie jutro, nie nosi zegarka, bo czas dla niego jako taki nie istnieje. Chodzi boso, gdyż jest dzieckiem ziemi i nie depcze matki natury, stara się żyć z nią w zgodzie i ją rozumieć. Unika kontaktów z wszelkimi instytucjami, zarówno świeckimi (jak szkoła, wojsko, praca), jak i kościelnymi, a zawsze robi swoje. Hippis prowadzi życie w drodze, tzn. nie ma stałego domu, ciągle się przemieszcza. Wolność dla niego to brak przymusu, rodziny, norm moralnych. Żyje w zgodzie z naturą i odrzuca normy, które obowiązywały w świecie dorosłych, a zastępuje je własnymi kryteriami moralnymi, które cechowała daleko posunięta swoboda obyczajów, przejawiająca się wolnym stosunkiem do seksu – zamiast wojować, lepiej uprawiać seks. Rodziną dla hippisa jest cała społeczność hippisowska, składająca się z jego braci i sióstr. Miejscem spotkań hippisów są różne festiwale, zarówno muzyczne, jak i manifestacje, protesty antywojenne. W Polsce też odbywają się zloty hippisowskie.
Hippis zwykle jest wegetarianinem – zwierzęta to moi przyjaciele, a ja nie jadam przyjaciół. Często żyje w tzw. komunie hippisowskiej, gdzie wszystko jest wspólne, nawet dzieci. Stara się być samowystarczalny, uprawia ziemię, szyje ubrania, wykonuje drobne sprzęty codziennego użytku. Zazwyczaj nie posiada stałego zatrudnienia.
Hasła te były aktualne zwłaszcza w obliczu prowadzonej przez USA wojny w Wietnamie, na którą prowadzono przymusowy pobór do wojska. W USA i krajach Europy Zachodniej ruch był proklamowanym sprzeciwem wobec rosnącego dobrobytu, skutkującego brakiem wolności, miłości oraz „braterstwa”. Hippisi swoje zasady życia zgodnego z sobą samym znajdują w Dezyderatach.

## Strój
Zewnętrzną oznakę przynależności do ruchu stanowiły długie włosy, bose stopy i swoisty ubiór. Mężczyźni i kobiety nosili długie włosy opadające na plecy, w które często wplątywali kwiaty lub wianki. Mężczyźni zapuszczali brody. Jeżeli klimat na to pozwalał, chodzili boso (po trzech tygodniach chodzenia boso skóra na stopach grubieje i tworzy naturalną podeszwę). Strój miał wyrażać związek z naturą i musiał być funkcjonalny, najlepiej w jak największym stopniu własnoręcznie wykonany, z naszywkami. Większość hippisów sama szyła i łatała swoje spodnie i koszule co wynikało z kultu rękodzielnictwa i zasady samowystarczalności. Niezależnie od okoliczności, wszędzie nosiło się to samo ubranie. Przeważnie w jasnych kolorach, inspirowane wzorami Indian północno- i południowoamerykańskich oraz hinduskimi. Kolorowe, kwieciste, luźne bluzki z szerokimi rękawami, indiańskie poncza, wytarte jeansy z szerokimi nogawkami – tzw. dzwony, barwne cygańskie spódnice, do tego różne tanie ozdoby z drewna, podwieszane na rzemykach. Kolorowe koraliki, paciorki na szyi i przegubach dłoni, dzwonki, pacyfki, apaszki i bandany na włosach.

## Substancje psychoaktywne
Narkotyki były głównym argumentem przeciw hippisom, gdy ci protestowali przeciw wojnie w Wietnamie. Psychodeliczny guru hippisów z lat 60., były profesor Harvardu Timothy Leary, wprost zachęcał do używania psychodelików jako skutecznej metody rozszerzenia świadomości. Hippisi podchwycili jego hasło Turn on, tune in, drop out (włącz się, dostrój, odleć). Zaczęli przyjmować substancje psychoaktywne, takie jak marihuana, haszysz, LSD oraz grzyby psylocybinowe. Wspólne zażywanie narkotyków stało się popularne podczas spotkań hippisów, nie było jednak zasadą wszechobecną w ich społeczności.
Z czasem jednak coraz większą popularnością wśród hippisów zaczęły cieszyć się twarde narkotyki jak heroina i amfetamina. To, co miało rozszerzać świadomość, okazało się największą przyczyną klęski ruchu.

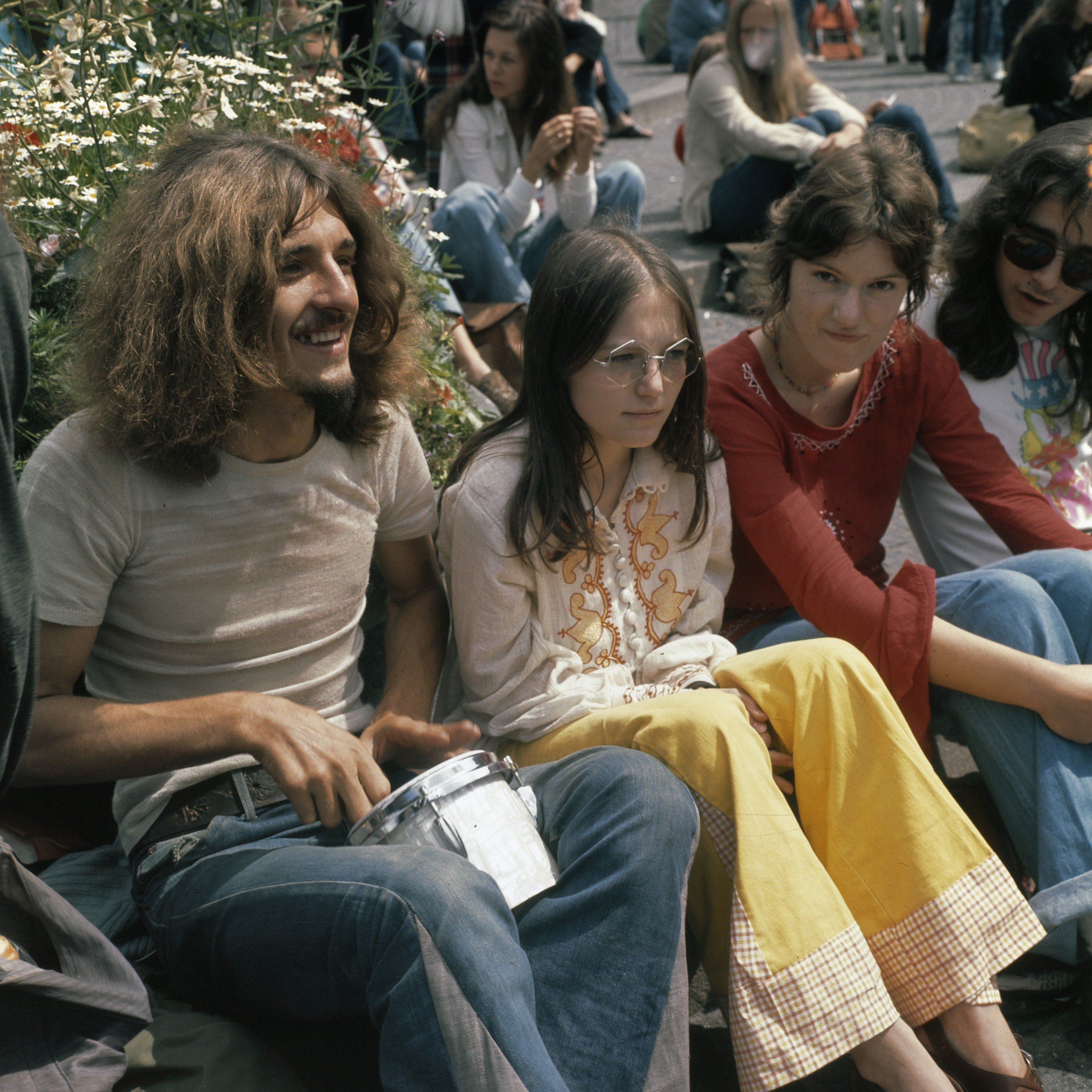
Hipisi na placu Tamy w Amsterdamie w latach 70. XX wieku

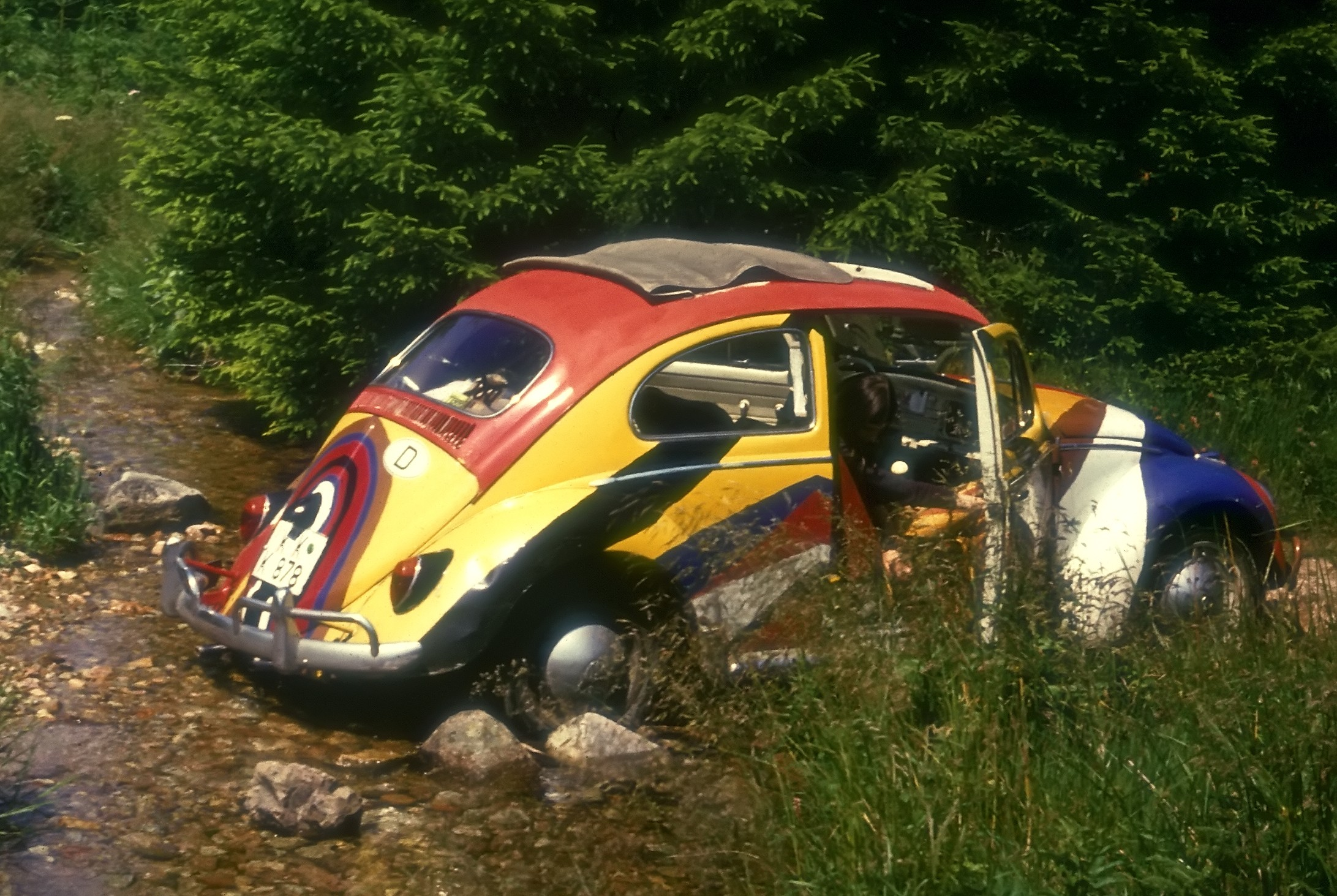
Hipisi wypoczywający na łonie natury w ozdobionym przez siebie VW Garbusie w Niemczech w latach 70. XX wieku

## Literatura
Literatura dzieci kwiatów to przede wszystkim:
- Nauki don Juana (The Teachings of Don Juan: A Yaqui Way of Knowledge, 1968) Carlosa Castanedy
- Skowyt (Howl, 1956) i Kadysz Allena Ginsberga
- Nagi lunch (The Naked Lunch, 1959) Williama Burroughsa
- Włóczędzy Dharmy (The Dharma Bums, 1958) i W drodze (On the Road, 1957), Jacka Kerouaca
- Drzwi percepcji (The Doors of Perception, 1954) Aldousa Huxleya
- Wilk stepowy (Der Steppenwolf, 1927) Hermanna Hessego
- Buszujący w zbożu (The Catcher in the Rye, 1951) J.D. Salingera
- Lot nad kukułczym gniazdem (One Flew Over the Cuckoo’s Nest, 1962) Kena Keseya
- Tak daleko do nieba (So Far from Heaven, 1973) Richarda Bradforda
- Walden, czyli życie w lesie (Walden; or, Life in the Woods, 1854) Henry’ego Davida Thoreau
- Zieleni się Ameryka (The Greening of America, 1970) – Charles Reich

Literatura o dzieciach kwiatach:
- Drop City – T. Coraghessan Boyle
- Drogi kontrkultury – Aldona Jawłowska
- Hipisi. W poszukiwaniu ziemi obiecanej – Kazimierz Jankowski, wyd. Książka i Wiedza, 1972
- Mistycy i narkomani – Wojciech „Tarzan” Michalewski wyd. Ethos 1992[6]
- Życie w drodze: Antologia poezji hippisów – Anna Radecka, wyd. Iskry, Warszawa 1986[7]
- Hippiesi, kudłacze, chwasty. Hipisi w Polsce w latach 1967–1975 – Bogusław Tracz, wyd. Libron, 2014[8]
- Michał Gołębiowski, Bezkres poranka. O teologii poetyckiej i teologiach kontrkultury, wyd. Tyniec, 2020.

## Muzyka

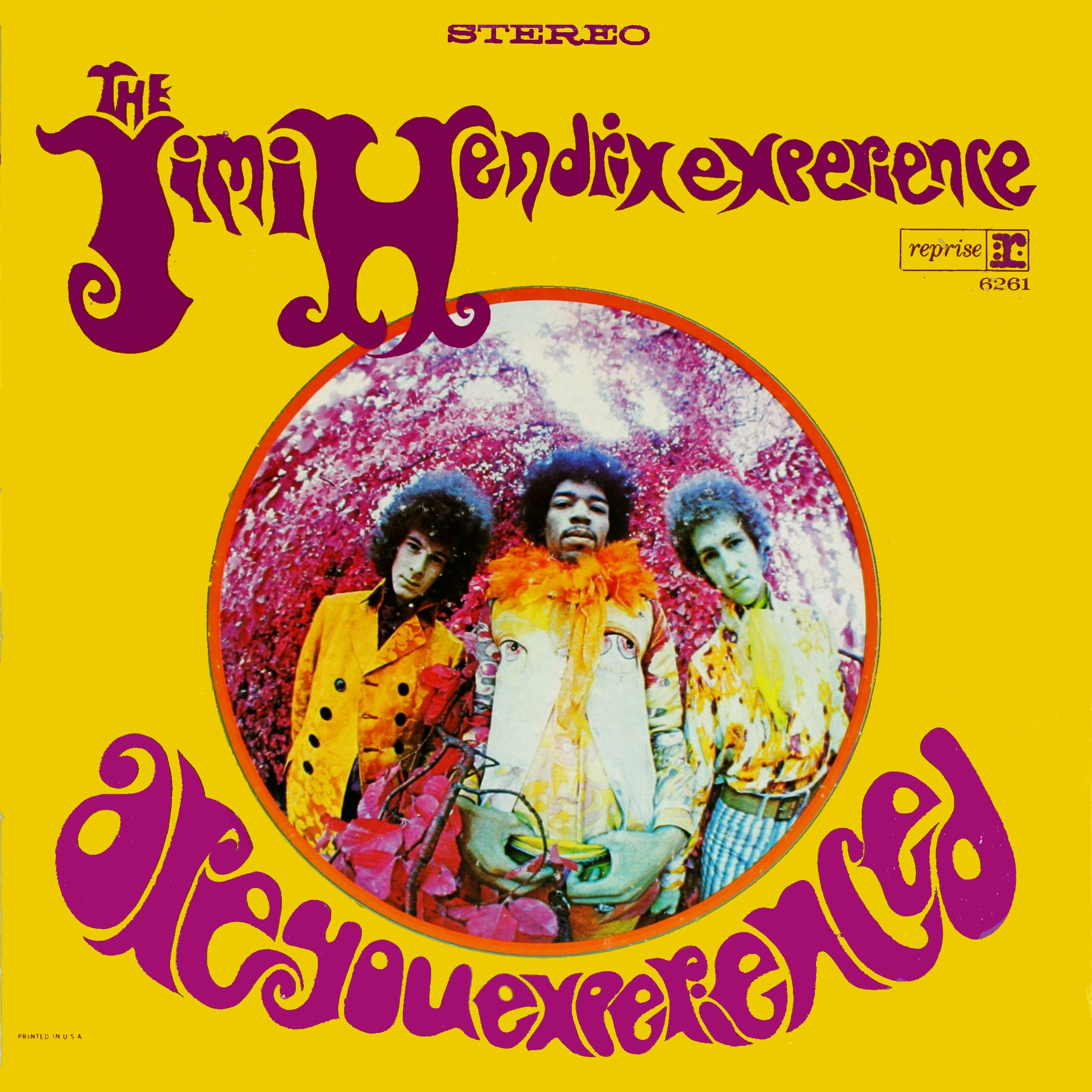
Okładka albumu „Are You Experienced” grupy The Jimi Hendrix Experience

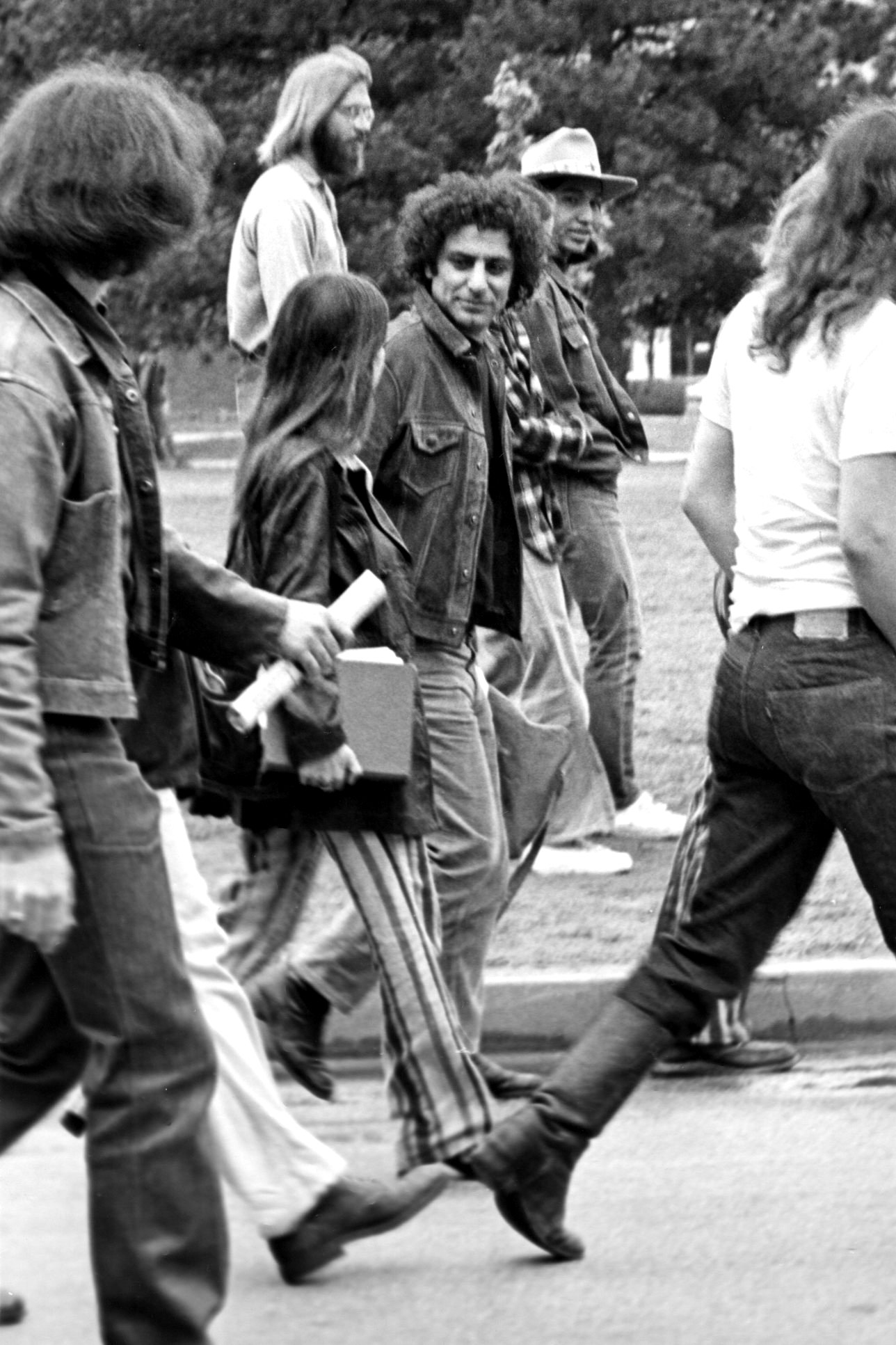
Abbie Hoffman

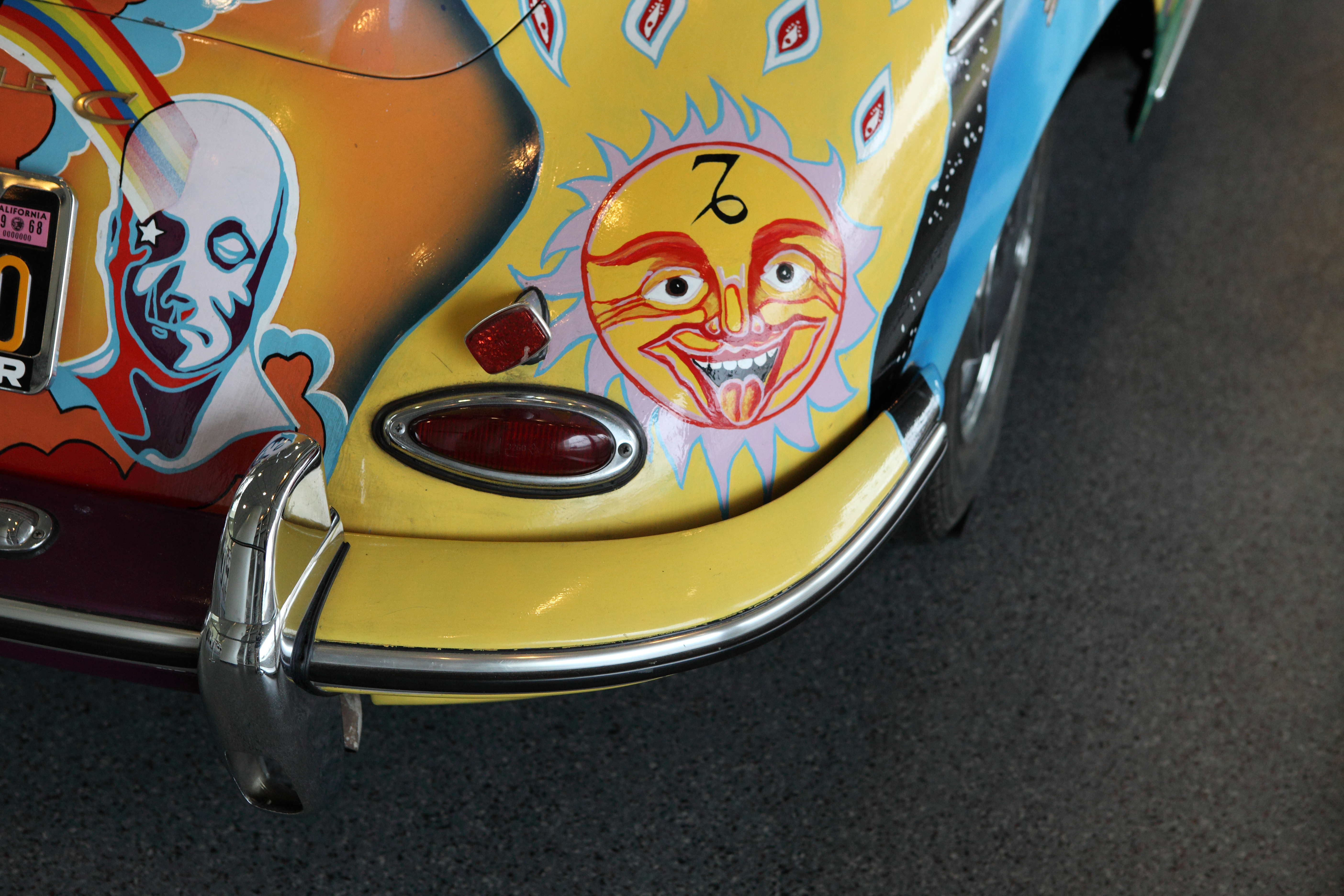
Porsche 356 ozdobione przez Janis Joplin

Muzyka stanowiła jedną z podstaw ruchu hippisowskiego. Stanowiła ona silniejsze spoiwo od ideologii. To wtedy powstał swoisty metajęzyk, będący połączeniem muzyki i treści zawartej w tekstach oraz niezwykłe poczucie braterstwa pomiędzy muzykami na scenie a publicznością. Okres od połowy lat 60. zaznaczył się eksplozją muzyki młodzieżowej, przede wszystkim rockowej, nieakceptowanej przez ogół starszego pokolenia, wychowanego na muzyce poważnej i tanecznej. W tej sytuacji muzyka stała się kolejnym ogniwem integrującym buntującą się młodzież. Około 1967 roku w muzyce rockowej zaznaczył się wpływ psychodelii, szczególnie dobrze oddającej nastroje dzieci-kwiatów. Obok nowego nurtu rocka psychodelicznego, reprezentowanego przez szereg zespołów, większość wykonawców rockowych lub folkowych zbliżyła się stylistycznie do tego kierunku lub zaakcentowała swój związek z nowym nurtem przez choćby zapuszczenie włosów i styl ubierania. Szczególnie istotne dla epoki hippisowskiej stały się festiwale rockowe. Oprócz rocka psychodelicznego przez hipisów chętnie słuchany był również acid rock, blues-rock, hard rock, czy też rock progresywny.
Z ruchem było związanych wielu wybitnych muzyków, m.in. Janis Joplin, Jimi Hendrix, Jim Morrison, Syd Barrett, Jaco Pastorius czy John Lennon. Jednymi z najbardziej reprezentatywnych zespołów epoki hippisów były Jefferson Airplane, Quicksilver Messenger Service, Blue Cheer, 13th Floor Elevators, Steppenwolf i Grateful Dead, których członkowie żyli w komunach. W Wielkiej Brytanii były to zespoły Traffic, Ten Years After, Them (grupa, w której występował Van Morrison), Cream, The Jimi Hendrix Experience oraz Free. Płyta Jefferson Airplane Surrealistic Pillow z lutego 1967 stała się sztandarem nowego ruchu (utwór „White Rabbit” o białym króliku podróżującym po krainie LSD – zapożyczenie z Alicji w krainie czarów, Grace Slick zaczęła tworzyć ten utwór, gdy słuchała płyty „Sketches of Spain” Milesa Davisa i Gila Evansa, czy „Somebody to Love”, preludium do wolnej miłości). Następnie The Beatles wydało w czerwcu płytę Sgt. Pepper’s Lonely Hearts Club Band z piosenką „Lucy in the Sky with Diamonds”, która stała się nieoficjalnym hymnem hippisów (mającym być opisem podróży po LSD wśród mandarynkowych drzew pod marmoladowym nieboskłonem – według Johna Lennona, autora piosenki, tytuł, jak i tekst, inspirowane były słowami syna artysty, i jako takie nie miały żadnego związku z LSD). W tym samym roku Scott McKenzie śpiewał, że kto przyjedzie do San Francisco, na pewno spotka ludzi z kwiatami we włosach i przeżyje lato miłości. Z kolei Albert Hammond głosił, iż nigdy nie pada deszcz w południowej Kalifornii (Seems it Never Rains in Southern California). Miasto to rozsławiało mnóstwo piosenek zespołów, związanych z ruchem – wart przypomnienia jest tu również przebój grupy America o wymownym tytule: Everyone I Meet Is from California. Kalifornia, a szczególnie San Francisco, stały się mekką ruchu hippisów.
W piosence Country Joe McDonalda Sometimes-I-Feel-Like-I’m-Fixin'-to-Die Rag słyszymy manifest antywojenny, z powtarzającymi się słowami: What are we fightin’ for? Podobną tematykę podejmuje słynny przebój grupy Buffalo Springfield For What’s It Worth; w wolnym tłumaczeniu na polski tytuł brzmi: Czy warto? – i to właśnie pytanie przyświeca treści słów piosenki, której tematem jest wojna, przemoc i chaos wielkomiejskiego życia. Szczytowym osiągnięciem muzyki hippisów było zorganizowanie słynnego festiwalu w Woodstock w 1969. W maju 1970 roku supergrupa folk rockowa Crosby, Stills, Nash and Young nagrała piosenkę Ohio. Tekst był reakcją Neila Younga (autora słów i kompozytora utworu) na strzelaninę na uniwersytecie Kent State, podczas której Gwardia Narodowa zastrzeliła czworo studentów, protestujących przeciwko wojnie w Wietnamie. Autorami wielu protest songów antywojennych są również członkowie zespołu Creedence Clearwater Revival (w szczególności John Fogerty – autor większości repertuaru i tekstów grupy).

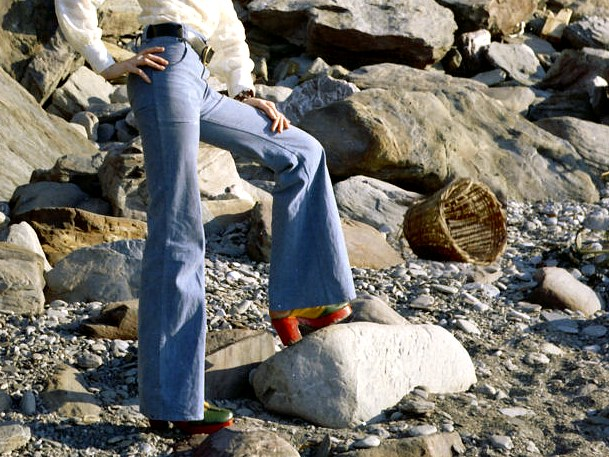
Spodnie „dzwony”- charakterystyczne dla hipisów

Najważniejszymi wykonawcami w kręgach hippisowskich byli: Joni Mitchell, The Doors, The Animals, The Beatles, Bob Dylan, Van Morrison, The Rolling Stones, Steppenwolf, Janis Joplin, Jimi Hendrix i Joan Baez. Z kolei znaczny wpływ ruch hippisowski odcisnął na twórczości takich zespołów jak Led Zeppelin (swoiste epitafia hippisów: Going to California, Misty Mountain Hop) czy Uriah Heep. Kwintesencją muzyki hippisowskiej była składanka Woodstock 69, będąca zapisem najlepszych występów na legendarnym festiwalu.
Kulminacyjnym momentem ruchu hippisów był legendarny festiwal muzyczny w Woodstock w 1969 roku, trzy dni pokoju i muzyki.

## Film
- Niektóre filmy związane z hippisami: Lot nad kukułczym gniazdem, Easy Rider, Zabriskie Point, Odlot, Kocham cię, Alicjo B. Toklas, Hair, Big Lebowski, U progu sławy, Absolwent, Marzyciele.
- Niektóre filmy zawierające wątek związany z hippisami: Pokój, miłość i nieporozumienia, Skazany na bluesa, The Doors, serial Cudowne lata, Urodzony 4 lipca, W imię ojca, Forrest Gump, Across the Universe, Znikający punkt, Las Vegas Parano, Tylko razem, Ballada o Jacku i Rose, Zdobyć Woodstock, Pewnego razu... w Hollywood.

## W Polsce
Pierwsi hippisi w PRL pojawili się już w 1967 roku, zaraz po przedrukach artykułów o nowym ruchu z zachodniej prasy w tygodniku „Forum”. Początkowo władze komunistyczne widziały rewoltę młodzieży na Zachodzie jako przejaw upadku kapitalizmu. Podczas gdy na Zachodzie hippisi występowali przeciwko władzy konsumpcji i pieniądza, w Polsce sprzeciw skierowany był przeciwko tyranii ideologicznej. Po 1968 hippisami zaczęła interesować się Milicja Obywatelska, a w prasie zaczęły się ataki propagandowe. Ówczesne gazety („itd”, „Żołnierz Wolności”, „Polityka”, „Przekrój”, „Radar”, „Sztandar Młodych”) przedstawiały w artykułach hippisów jako wyrzutków społeczeństwa, leni wpatrzonych w amerykańską modę.
Informacje na temat ruchu hippisowskiego objęte były w PRL cenzurą. Tomasz Strzyżewski w swojej książce o peerelowskiej cenzurze publikuje zalecenia dla cenzorów Głównego Urzędu Kontroli Prasy, Publikacji i Widowisk dotyczących sposobu przedstawiania członków ruchu: „Nie należy dopuszczać do publikacji żadnych materiałów, dotyczących ruchu hippies w Polsce, utrzymanych w tonie aprobującym, tolerancyjnym, lekceważącym itp. Można publikować jedynie materiały jednoznacznie krytyczne. Materiały pozytywne naświetlające działalność tego „ruchu” w innych krajach, a szczególnie na Zachodzie, należy konsultować z kierownictwem GUKPPiW”.
Polscy hippisi zakładali komuny, w których żyli wspólnie, mieli wspólne ubrania, dzielili zarobki na utrzymanie, organizowali letnie zloty. Przyjęło się, że każdy nosił przy sobie odpis wiersza Skowyt Allena Ginsberga i odczytywał go przynajmniej raz dziennie. Od hippisów z Zachodu nie przejęli wolnego seksu, chociaż związki wśród nich były znacznie luźniejsze. LSD i inne narkotyki długo pozostawały poza ich zasięgiem. Początkowo ich surogatem było tri – rozpuszczalnik do czyszczenia ubrań, a później fenmertazyna – środek na odchudzanie produkcji jugosłowiańskiej, który kupowano na fałszywe recepty. Równie popularne były tabletki przeciw chorobie Parkinsona – parkopan (zwany „parkanem” lub „sztachetą”) oślepiające, jak też dostępne wtedy bez recepty w aptekach krople Inoziemcowa zawierające opium. W aptekach kupowano też papierosy dla astmatyków Astmosan, zawierające w składzie liście bielunia dziędzierzawy zawierającego m.in. atropinę.
Śmiercionośny kompot pojawił się w Gdańsku w 1976 r. – technologię jego otrzymywania opracowali studenci chemii miejscowej uczelni. Później młodzi ludzie z Zachodu zaczęli przywozić haszysz, marihuanę, a nawet LSD. To ostatnie było jednak w osiemdziesiątych latach wciąż rzadkością – korzystano głównie z obróbki mleczka makowego. W materiałach zbieranych przez Służbę Bezpieczeństwa pojawiła się również następująca notka (dot. hippisów z Jarocina): Dużo zmartwienia wywołuje fakt, że kończy się słoma makowa. W związku z powyższym część z ww. osób zaczyna odwiedzać lekarzy psychiatrów, by tą drogą (legalnie) otrzymać leki psychotropowe.
Od jesieni 1967 PZPR poprzez Służbę Bezpieczeństwa zaczęła inwigilować środowiska hippisowskie. Zaczęły się aresztowania pod różnymi pretekstami, katowanie aż do krwi i uszkodzeń ciał połączone z goleniem włosów do łysej skóry (aresztowanym hippisom milicjanci nie golili bród), przetrzymywanie ich w areszcie po kilka tygodni lub miesięcy, nie licząc aresztowań za uchylanie się od służby wojskowej. Szczególne nasilenie represji SB nastąpiło po wybuchu tzw. „Wiosny Praskiej”, po styczniu 1968. Miało to związek z artykułem w Komsomolskiej prawdzie, w którym skrytykowano długie włosy i wielkie maltańskie krzyże noszone na szyjach przez czechosłowackich hippisów. Wykorzystywano również zarzuty o szerzenie narkomanii.
Zespołem najbardziej identyfikującym się z ruchem był Osjan, z którego wyrósł zespół Maanam, a Olga Jackowska należąc do ruchu hippisowskiego przyjęła imię Kora. Idee oraz odwołania do ruchu hippisowskiego można odnaleźć w tekstach Czerwonych Gitar („kwiaty we włosach potargał wiatr”), Maryli Rodowicz („za duże buty miał mały żołnierz”), Marka Jackowskiego („oprócz błękitnego nieba nic mi dzisiaj nie potrzeba”). W Polsce z ruchem hippisowskim kojarzony był awangardowy wokalista Czesław Niemen, który przyznał się do odczuwania „pewnej więzi z tym ruchem”, „mimo że oficjalnie do niego nie należał”. Jedną z najbardziej znanych grup hippisowskich w latach 60. była 74 Grupa Biednych z Ustki. Założycielem grupy był Jerzy Izdebski. Nieoficjalnym hymnem polskich hippisów była śpiewana przy gitarze piosenka Grosza nie mam, zaczynająca się od słów: Ja o drogę się nie pytam, bo nieważny dla mnie czas. Poetą chętnie czytanym był Edward Stachura.
Najbardziej znaną instytucją wyrosłą z tego nurtu jest Wielka Orkiestra Świątecznej Pomocy.
Jerzy Owsiak przyznaje, że należał do grupy mazowieckich hippisów, zapatrzonych na „swoich” amerykańskich „braci”, a jego Przystanek Woodstock wyrósł z legendy Woodstock 1969, która w nim wzrastała.
Dla przeciętnego obserwatora głównym objawem ruchu hippisowskiego w Polsce była specyficzna wakacyjna moda ubiorowa, jaką w szczególności można było obserwować latem, m.in. na deptaku sopockim. Kolejną specyfikę stanowiło rozpowszechnienie konsumpcji tzw. kompotu, czyli wywaru z domowego polskiego maku zawierającego heroinę. Zjawisko to zanikło wraz z otwarciem polskich granic na przełomie lat 80. i 90. i związaną z tym zwiększoną dostępnością heroiny oraz nowych rodzajów narkotyków syntetycznych.